# コクヨ

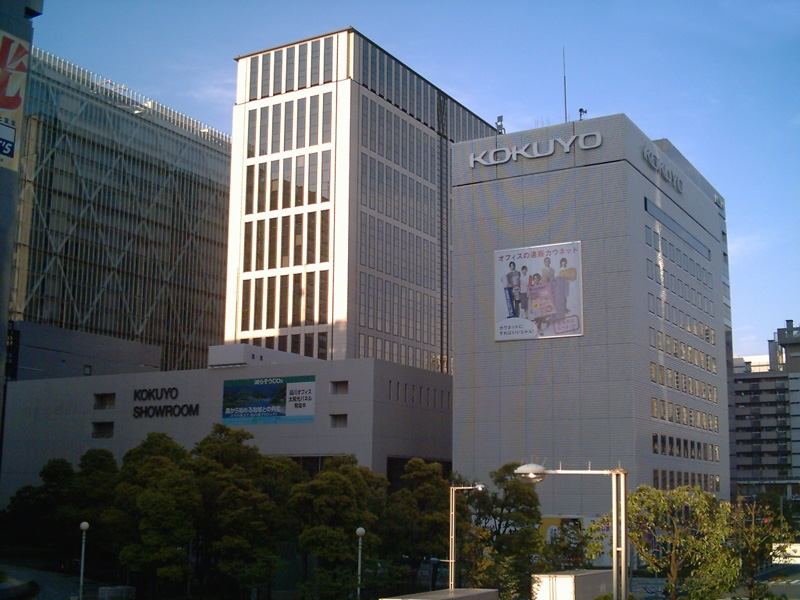
東京品川オフィス

コクヨ株式会社（英: KOKUYO CO.,LTD.）は、大阪府大阪市に本社を置く、文房具やオフィス家具、事務機器を製造・販売する日本の会社。
代表的な商品には、1975年から2014年の39年間で累計約26億冊を出荷した「Campus（キャンパス）ノート」などがある。

## 商号の由来
創業者の黒田善太郎が、郷里の越中国（富山県）の誉れとなるように「国誉」と名づけた。ただし旧字体の「國」を使用した。

## 沿革
- 1905年（明治38年） - 黒田善太郎が和式帳簿の表紙を製造する「黒田表紙店」を開業。
- 1908年（明治41年） - 和帳の製造を開始。
- 1913年（大正2年） - 洋式帳簿の製造を開始。
- 1914年（大正3年） - 店名を「黒田国光堂」と改称。伝票、便箋、複写簿の製造を開始。
- 1917年（大正6年） - 商標を「国誉」と定める。
- 1930年（昭和5年） - バインダーの製造を開始。
- 1932年（昭和7年） - 色紙付書翰箋を発売。
- 1936年（昭和11年） - 現在の本社所在地（大阪市東成区）に移転。
- 1938年（昭和13年） - 「合名会社黒田国光堂」に改組。
- 1949年（昭和24年） - 株式会社コクヨ商店、株式会社東京国誉商店、株式会社西部コクヨ商店と合併し、「株式会社黒田国光堂」を設立。
- 1950年（昭和25年） - 初のコクヨ専門代理店が誕生。
- 1956年（昭和31年） - フラットファイルを発売。
- 1957年（昭和32年） - 専門代理店組織「全国コクヨ専門店会」が発足。
- 1959年（昭和34年） - 測量野帳を発売。
- 1960年（昭和35年） - ファイリングキャビネットを発売。
- 1961年（昭和36年） - 社名を「コクヨ株式会社」に変更。当時世界随一の紙製品生産工場「八尾工場」稼動。
- 1964年（昭和39年） - スクラップブックを発売
- 1965年（昭和40年） - スチールデスクを発売。
- 1966年（昭和41年） - オフィスチェアを発売。
- 1968年（昭和43年） - コクヨ販売店組織「コクヨ ジュウリー メンバーズ」発足。
- 1969年（昭和44年） - 国誉商事株式会社と合併。本社新社屋完成、執務空間を一般に公開するライブオフィスの取り組みを開始。コクヨ専門代理店を「総括店」に名称変更。
- 1970年（昭和45年） - スティックのり「プリット」を発売。
- 1971年（昭和46年） - 東京証券取引所・大阪証券取引所第二部に上場。
- 1972年（昭和47年） - 東京証券取引所・大阪証券取引所第一部に上場。
- 1975年（昭和50年） - キャンパスノートを発売。
- 1978年（昭和53年） - 大阪ショールーム完成。
- 1979年（昭和54年） - 東京品川社屋完成。
- 1981年（昭和56年） - CI導入。英字のKOKUYOロゴを前面に打ち出す。
- 1982年（昭和57年） - 東京ショールーム完成。
- 1983年（昭和58年） - ファイルボックス-FS発売。事務用回転イス「バイオテックチェアー」を発売。
- 1986年（昭和61年） - オフィス研究所を開設。
- 1993年（平成5年） - スチールデスクを生産する三重工場を稼動。
- 1994年（平成6年） - 建材を生産する芝山工場を稼動。
- 1996年（平成8年） - タイに「コクヨ-IK（タイランド）Co.Ltd.」を設立。香港に「コクヨインターナショナル香港Co.Ltd.（現・コクヨインターナショナルアジアCo.Ltd.）」を設立。
- 1999年（平成11年） - 「マレーシア工場」稼動。ユニバーサルデザイン商品を発売。
- 2000年（平成12年） - ISO14001全社統合認証取得。
- 2001年（平成13年） - 株式会社カウネットがオフィス用品通販事業をスタート。
- 2002年（平成14年） - コクヨデザインアワードを創設。
- 2003年（平成15年） - 全国の「総括店」を販社に統合。国誉貿易（上海）有限公司を設立し、中国で本格的に事業をスタート。
- 2004年（平成16年） - コクヨ株式会社の全事業を分社化し、持株会社制へ移行。
- 2005年（平成17年） - 中国でオフィス用品通販事業「EasyBuy」をスタート。創業100周年を機にコーポレートロゴを一新。
- 2006年（平成18年） - コクヨ--四万十・結の森プロジェクト開始。「ベトナム工場」稼動。株式会社アクタスへ資本参加。
- 2008年（平成20年） - 環境配慮が十分ではない商品について総合カタログ上に「エコバツマーク」を表示し、2010年中にすべての自社商品で環境に配慮することを宣言。東京・品川に環境配慮型オフィス「エコライブオフィス品川」をオープン。
- 2009年（平成21年） - 株式会社都市デザインシステム（現・UDS株式会社）を子会社化。
- 2010年（平成22年） - コクヨマーケティング株式会社、コクヨ中国販売株式会社、コクヨ九州販売株式会社がコクヨマーケティング株式会社を存続会社として合併。コクヨベトナムトレーディング株式会社を設立。環境対応商品100％達成(「エコバツマーク」ゼロを達成)。
- 2011年（平成23年） - 執行役員制度の導入。中国浙江省の平湖台麗弁公自動化設備有限公司（Tailik社）と合弁契約を締結。インドの Camlin Limited カムリン社）の株式を取得、「コクヨカムリン」「コクヨカムリン」（英語版） に社名変更。中国におけるオフィス家具事業を国誉家具商貿（上海）有限公司に統合。分社化したグループ企業を統合し、経営体制を変革。アジア市場において事業展開を加速させた。
- 2012年（平成24年） - 中国でNo.1のノートメーカー、何如文化用品（深圳）有限公司の事業継承を合意。上海、シンガポールにオフィス家具のショールームを開設。国誉商業（上海）有限公司 上海工場稼働、ノートの生産を開始。
- 2013年（平成25年） - 梅田ライブオフィス、梅田ショールームを開設。インドのノートメーカー Riddhi Enterprises の事業継承。法人向けステーショナリー販売流通カタログ「KiSPA（キスパ）」を創刊。
- 2014年（平成26年） - 国誉家具商貿（上海）有限公司を国誉家具（中国）有限公司に社名変更。
- 2015年（平成27年） - 事業会社のコクヨS&T株式会社・コクヨファニチャー株式会社を吸収合併し、事業会社に戻る[4]。
- 2016年（平成28年） - コクヨ&パートナーズ株式会社を設立
- 2018年（平成30年） - ファニチャー事業のうち、店舗用什器の製造・販売等を行うストア事業を会社分割により、三協立山株式会社へ承継[5]。
- 2022年（令和4年）4月 - 東京証券取引所の市場区分の見直しにより、東京証券取引所市場第一部からプライム市場に移行。
- 2026年（令和8年）4月 - グラングリーン大阪へ本社機能を移転予定[6]。

## 賞歴
- 2020年 - みうらじゅん賞

## 主なブランド
- 書翰箋 - 便箋。1932年（昭和7年）から発売されている当社を代表する製品のひとつ。製品で唯一、旧社章（朝日に桜）を使用
- カドケシ - 消しゴム
- Campus（キャンパス） - ノート・原稿用紙など
- デスカット（DESK@） - 時間貸しレンタルオフィス・会議室
- ドットライナー - テープのり
- プリット（Pritt）- スティックのり。コクヨブランドからの発売は終了
- 「GLOO（グルー）」 - スティックのり
- AGATA - オフィスチェア
- ハリナックス - 針が必要ないステープラー

シャープペンシル
- 鉛筆シャープ
- Campus Art
- KOKUYO PRO

## コクヨグループ

### 文房具事業
- 株式会社コクヨ工業滋賀
- 株式会社コクヨMVP
- コクヨサプライロジスティクス株式会社
- 国誉商業（上海）有限公司
- コクヨカムリン Ltd.
- コクヨベトナムCo.,Ltd.
- コクヨベトナムトレーディングCo.,Ltd.

### 調度品事業
- コクヨエンジニアリング&テクノロジー株式会社
- 株式会社コクヨロジテム
- 国誉家具（中国）有限公司
- 国誉装飾技術（上海）有限公司
- コクヨ（マレーシア）Sdn.Bhd.
- コクヨインターナショナルアジアCo.,Ltd.
- コクヨインターナショナル（マレーシア）Sdn.Bhd.

### 販売会社
- コクヨマーケティング株式会社
- コクヨ北海道販売株式会社
- コクヨ東北販売株式会社
- コクヨ北関東販売株式会社
- コクヨ北陸新潟販売株式会社
- コクヨ東海販売株式会社
- コクヨ山陽四国販売株式会社

### 通販・小売関連事業
- 株式会社カウネット
- 国誉商業（上海）有限公司（※通販事業）
- LmDインターナショナル株式会社
- 株式会社アクタス
- コクヨファイナンス株式会社

### その他
- 国誉（上海）企業管理有限公司
- コクヨアンドパートナーズ株式会社

## 商品に使用されたキャラクター
「コクヨくるくるメカ」や「コクヨロングランデスク」に使用されたキャラクター。
- ドラえもん
- パーマン
- オバケのQ太郎
- それいけ!アンパンマン
- 機動戦士Vガンダム
- SLAM DUNK
- ママレード・ボーイ
- 夢のクレヨン王国
- おじゃる丸
- 花より男子

## CMに起用された主な人物
- ザ・ドリフターズ
- 横山やすし
- 西川きよし
- 桂文珍
- 武田鉄矢
- 川谷拓三
- はらたいら
- 尾崎豊 - 1992年4月25日に亡くなっているが、生前の尾崎の肉声による演奏と語りとして流れるCampus（キャンパス）のテレビCMは2012年2月26日より流れていた。また、その同日には18時59分から関西地区（毎日放送）と関東地区（TBS）にて1分間のテレビCMが流れていた。
- 中川大志 - ドットライナー・2017年5月より。
- バカリズム - 2023年4月より約20年ぶりに復活した「コクヨのヨコク」のCMに出演[7]。

## 出来事
- 同社の子会社（当時）・コクヨファニチャーの元執行役員と、内装工事会社・オークス（現在廃業）の会長や実質経営者らが、架空取引で同社から現金約1,200万円を騙し取ったとして、2009年（平成21年）1月23日に大阪府警に詐欺容疑で逮捕され、同社本社も同日に家宅捜索を受けた[8]なお、コクヨファニチャーは2005年（平成17年）から2008年（平成20年）の3年間にオフィス家具の受注を巡り航空自衛隊と組織的談合をしていたことが2010年（平成22年）に発覚し、防衛省から6ヶ月間の指名停止処分を受けている（航空自衛隊事務用品発注官製談合事件の項を参照）。

- 2000年（平成12年）4月から2008年（平成20年）7月にかけて、オフィスの床下に通信線などを敷設するための二重床パネル（フリーアクセスフロア用 床パネル）について、3商品計約1,460万枚が、強度が評価機関に認定されない恐れがあったなどとして、当時の同社オフィス資材事業部が、強度を偽装して販売していたことが、2010年（平成22年）3月に判明した。前述の内装工事を巡る詐欺事件を受けての社内調査で発覚した。これを受け同社は、黒田章裕社長をはじめ役員ら7人の報酬カットを実施[9][10]。

- 2010年から全国各地で開催されるようになった「いす-1グランプリ」に、2013年から社内有志が自社の事務椅子を使用して参戦。このことをきっかけに、全国規模のレースをバックアップする存在となっている[11]。
- 2019年（令和元年）5月にマーキュリアインベストメントが運営していた投資ファンドに出資することを発表した。このファンドはぺんてるの株式を保有していたため、間接的に同社に出資することになった[12]。その後、同年9月に投資ファンドが保有している株式をコクヨに移管した[13]。同年11月、ぺんてるに対して、敵対的株式公開買付け（TOB）を表明したが、同業会社のプラスはぺんてるにホワイトナイトとしての友好的買収を提案したため、株式の争奪戦に発展[14][15]。後にぺんてるがプラスとの間で資本提携を結んだため、コクヨはぺんてるの買収を断念し、業務提携に切り替えた上で働きかけを進めていたが、新型コロナウイルス感染症（COVID-19）流行などの影響もあって協議が停滞していた[15][16]。2022年（令和4年）9月、保有しているぺんてるの株式を売却することを表明。同年11月30日に全株式をプラスに売却し、同社がぺんてるを子会社化したことでこの争奪戦に終止符が打たれた[15][16][17][18]。

## 過去の提供番組
- JNN報道特集（TBS）
- 全日本大学駅伝中継（テレビ朝日/メ～テレ放送協力）
- NNNきょうの出来事（日本テレビ）
- 正義を愛する者 月光仮面（日本テレビ）[19]
- 真相報道 バンキシャ!（日本テレビ）
- ビートたけしのTVタックル（テレビ朝日）
- ワールドビジネスサテライト（テレビ東京） ほか
  - なお、上記の2番組は 2010年（平成22年）6月より1ヶ月間に渡り、上海国際博覧会の「未来郵便局体験館」協賛を兼ねて提供していた。また同年4月から5月末までは子会社のカウネットが提供していた。
- ダンロップフェニックストーナメント（毎日放送・宮崎放送共同制作・TBS系列）
- 三菱ギャラントーナメント（関西テレビ制作・フジテレビ系列）
- ミズノレディースゴルフトーナメント（よみうりテレビ制作・日本テレビ系列）
  - 上記の在阪テレビ局のゴルフトーナメント番組（1998年度まで）。

その他には、1月から3月までの3ヶ月間期間限定で「コクヨロングランデスク」のCM放送として上記などのテレビアニメへの提供が多かった。

## テレビ番組
- 知られざるガリバー〜エクセレントカンパニーファイル〜（2023年5月20日、テレビ東京）- コクヨ 社長 黒田英邦出演[20][21]。
- 日経スペシャル カンブリア宮殿 「人より先に失敗する」で成功を築く（2023年8月31日、テレビ東京）- コクヨ 社長 黒田英邦出演[22][23]。

## 関連書籍
- 『天職に光あり　コクヨ黒田善太郎伝』1966年 小家敏男（朝日書院（絶版））。